# Philip Reed

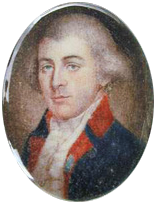
Philip Reed

Philip Reed (* 1760 bei Chestertown, Provinz Maryland; † 2. November 1829 in Huntingtown, Maryland) war ein US-amerikanischer Politiker, der den Bundesstaat Maryland in beiden Kammern des Kongresses vertrat.
Philip Reed wurde 1760 nahe Chestertown geboren und diente während des Unabhängigkeitskrieges in der Kontinentalarmee als Captain der Infanterie. 1779 nahm er an der Schlacht von Stony Point teil. Angeblich hat er einem amerikanischen Deserteur den Kopf abgeschnitten, sodass dieser den übrigen Soldaten als Abschreckungsbeispiel gezeigt werden konnte. 1780 wurde er bei der Schlacht von Camden verwundet. Im Jahr 1787 saß er im Abgeordnetenhaus von Maryland. Zwischen 1791 und 1794 war er Sheriff im Kent County und von 1805 bis 1806 Mitglied des Executive Council von Maryland.
1806 wurde er als Angehöriger der Demokratisch-Republikanischen Partei in den Senat der Vereinigten Staaten gewählt, um dort den Platz des zuvor zurückgetretenen Robert Wright einzunehmen. Noch im selben Jahr wurde er wiedergewählt und war daraufhin vom 25. November 1806 bis zum 6. März 1813 Senator. Während des Britisch-Amerikanischen Krieges war er Lieutenant Colonel im 21. Regiment der Miliz von Maryland; später kommandierte er deren erstes Regiment. Nach dem Krieg wurde er in das Repräsentantenhaus der Vereinigten Staaten gewählt. Er gehörte dem 15. Kongress vom 4. März 1815 bis zum 3. März 1817 an, scheiterte aber anschließend bei der Wahl zum 16. Kongress. Nachdem er die Wahl von Jeremiah Cosden erfolgreich angefochten hatte, saß er vom 19. März 1822 bis zum 3. März 1823 erneut im Kongress.
Reed starb am 2. November 1829 in Huntingtown im Calvert County und wurde in der Nähe seines Heimatorts Chestertown beigesetzt.